# 来見寺
来見寺（らいけんじ）は、茨城県北相馬郡利根町にある曹洞宗の寺院。

## 歴史

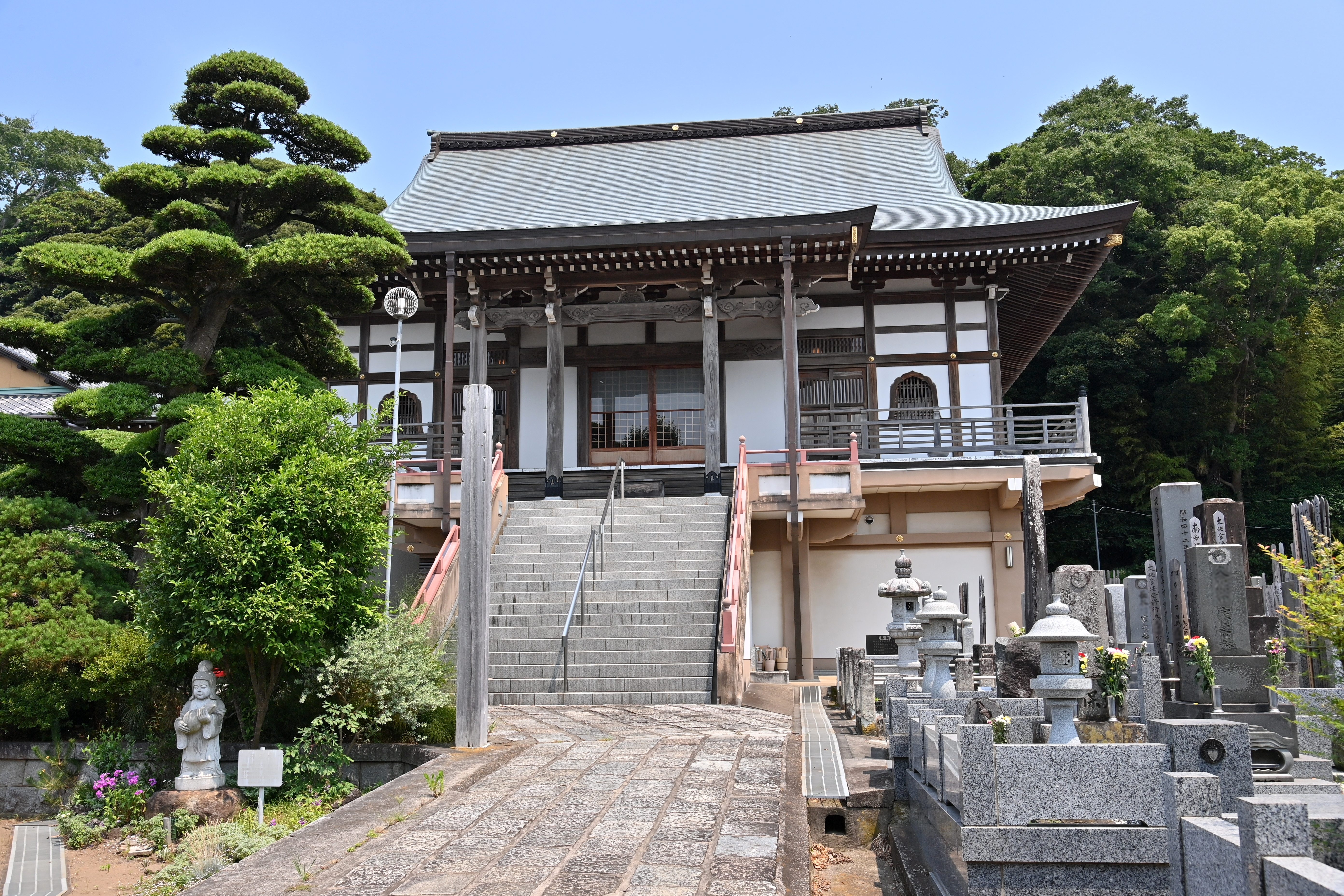
来見寺の本堂

1560年（永禄3年）、布川城の城主だった豊島頼継の開基である。元々は開基の頼継に因み「頼継寺（らいけいじ）」と称していたが、徳川家康の来訪を機に「家康公が来て見た寺」ということから「来見寺」に改称した。
家康は鹿島神宮参詣の途中に立ち寄ったもので、その際に当寺の松を気に入ったことから、家康に献上されている。返礼として江戸城に植わっていた梅の木が贈られており、「松替えの梅」として現存している。
家康ゆかりの寺ということから、門を赤くすることが許されている。
墓地には、開基の豊島頼継や江戸時代の地理学者である赤松宗旦の墓がある。

## 文化財

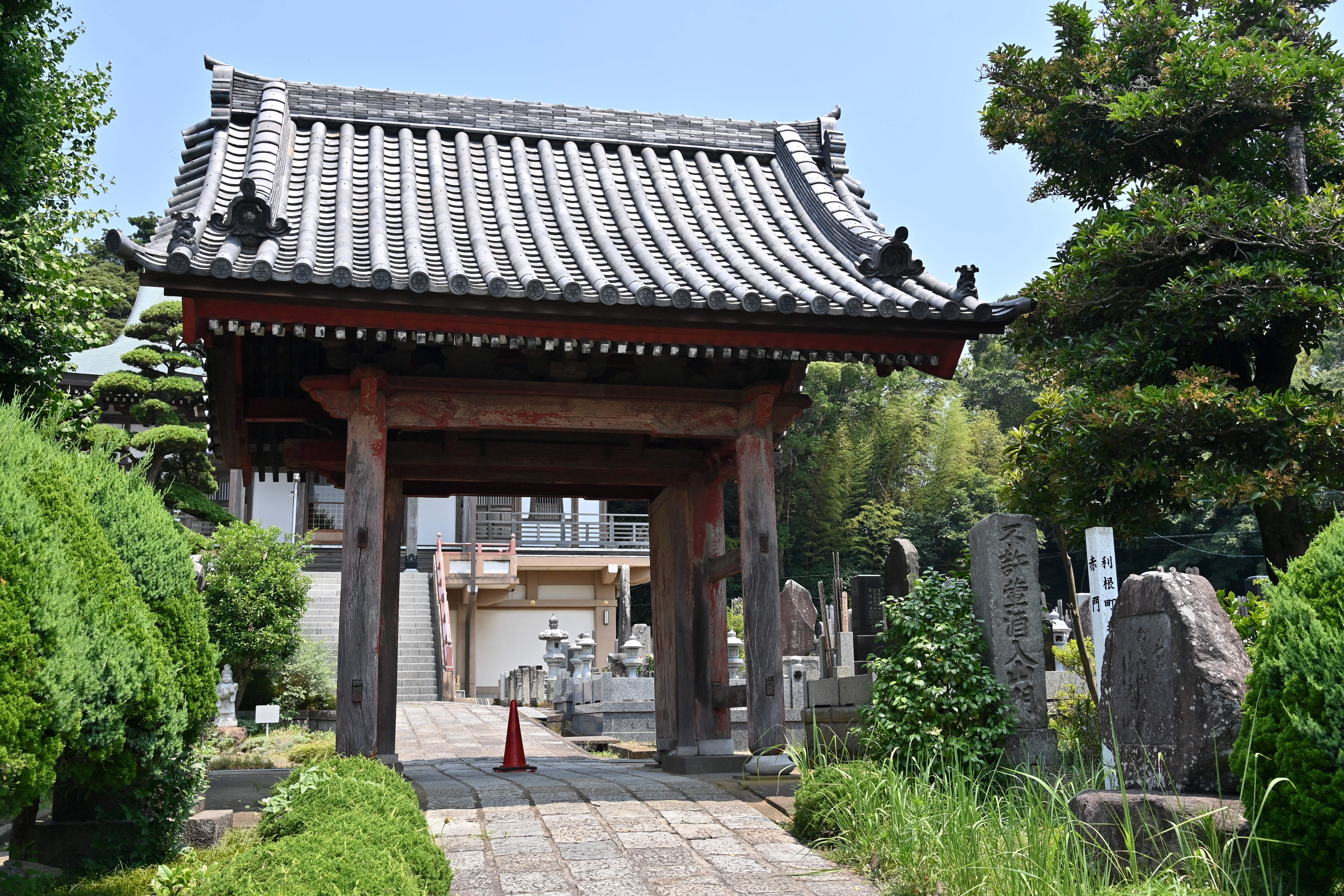
赤門

- 赤門（利根町指定文化財 昭和52年7月24日指定）[3]
来見寺の中でも最も古い建造物で、宝暦五年（1755年）に再建された[4]。徳川家康ゆかりの寺ということから、特別に赤色に塗ることを許されたもので、ふつうは通ることも遠慮したものだと言われている[4]。扁額は明僧の心越の書である[4]。赤門に向かって右側には小林一茶の句碑が建っており、「赤門や おめずおくせず 時鳥」と刻まれている[4]。

## 交通アクセス
- 布佐駅より徒歩28分。